# James Baird
James Baird (ur. 17 grudnia 1893 w Dunedin, zm. 7 czerwca 1917 we Francji) – nowozelandzki rugbysta, reprezentant kraju. Jeden z trzynastu All Blacks, którzy zginęli podczas bitew I wojny światowej.
Związany był z klubem Zingari-Richmond RFC, został także wybrany do regionalnego zespołu Otago, w barwach którego w 1913 roku zagrał dwukrotnie.
W tym samym roku został również powołany do reprezentacji kraju, gdy kontuzji doznał Eric Cockroft. Jedyny występ dla All Blacks zaliczył w wygranym testmeczu z Australią. Został także wyznaczony do składu na kolejne spotkanie z tym rywalem, jednak wyeliminował go z niego uraz ręki.
Po wybuchu I wojny światowej służył w Otago Infantry Regiment, zmarł w wyniku odniesionych ran podczas walk we Francji. Pochowany na cmentarzu w Bailleul. Pośmiertnie odznaczony British War Medal i Victory Medal.